# Булайик

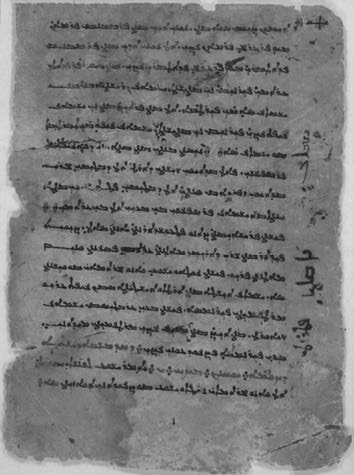
X век, восточно-сирийский лекционарий (Лука, 16), найденный в Булайике

Булайик (кит. 葡萄沟）— это место археологических раскопок в центральной провинции Синьцзян на западе Китая. Оно расположено в 10 км к северу от города Турфан в предгорьях Тянь-Шаня. Оно также известно как Билаюк.
Участок в бассейне Тапина засушливый. Среди его останков — телль с руинами из сырцового кирпича, торчащими из песков пустыни. Руины были раскопаны немецкой командой в 1905 году под руководством А. фон Лекока.
Среди руин была обнаружена монастырская библиотека, в которой был найден клад древних рукописей на разных иранских языках. Тексты показывают влияние православной и несторианской церквей. Практически все известные христианские религиозные тексты на древнем согдийском языке взяты из библиотеки Билаюк. Тексты показывают развитие и распространение христианства в Центральной Азии.